# ビルクハーン
ビルクハーン (Birkhahn) とは、20世紀中ごろに活躍したドイツの競走馬・種牡馬。馬名はドイツ語で黒ライチョウの意。

## 概要
1945年3月14日にノルトザクセン州ドロシュカウでマデライネ・フォン・ハイニッツによって生産されたビルクハーンは1947年に東ドイツでデビューし、2歳時は6戦6勝、東ドイツの最優秀２歳牡馬となった。
3歳になっても東ドイツで走り、東ドイツ2000ギニー、東ドイツダービーを連勝した。その後西ドイツに遠征しドイツダービーも勝利、史上唯一の東西ドイツダービー優勝馬となった。西ドイツでさらに１戦して勝利したのち東ドイツに凱旋したビルクハーンは東ドイツでも勝利を重ねるが、西ドイツのゲルリング賞で初めて4着に敗れ、デビュー以来の連勝は12で止まった。3歳時の成績は7戦6勝だった。
4歳時は4戦1勝、5歳時は5戦2勝の成績で現役を引退した。
引退後は東ドイツで種牡馬として成功し、1960年からは西ドイツで繋養され、1965年に死亡。死亡後の1967年、1968年、1970年に西ドイツリーディングサイアーに輝いた。
ビルクハーン産駒からはPriamosとLiteratのドイツリーディングサイアーが誕生し、Priamos産駒のドイツダービー馬スタイヴァザントは日本でも供用されたが重賞馬を２頭出したのみで父系は途絶えた。一方のLiteratは産駒のSurumu、Surumuの産駒Acatenango、Acatenangoの産駒Landoがいずれもドイツダービーを勝利し、Landoはジャパンカップにも勝利した。父系は2025年現在絶滅寸前ではあるが、Surumuを母父に持つMonsunの種牡馬としての成功により、本馬の血は多くの馬に受け継がれている。

## 血統表
| ビルクハーンの血統 | ビルクハーンの血統  | ビルクハーンの血統 | （血統表の出典）      | （血統表の出典）      |
| 父 Alchimist 1930  | 父の父Herold 1917   | Dark Ronald 1905   | Bay Ronald 1893       | Bay Ronald 1893       |
| 父 Alchimist 1930  | 父の父Herold 1917   | Dark Ronald 1905   | Darkie 1889           |                       |
| 父 Alchimist 1930  | 父の父Herold 1917   | Hornisse 1908      | Ard Patrick 1899 青鹿 | Ard Patrick 1899 青鹿 |
| 父 Alchimist 1930  | 父の父Herold 1917   | Hornisse 1908      | Hortensia 1891        |                       |
| 父 Alchimist 1930  | 父の母Aversion 1914 | Nuage 1907 鹿      | St.Simon              | St.Simon              |
| 父 Alchimist 1930  | 父の母Aversion 1914 | Nuage 1907 鹿      | Nephte 1903           |                       |
| 父 Alchimist 1930  | 父の母Aversion 1914 | Antwort            | Ard Patrick 1899 青鹿 | Ard Patrick 1899 青鹿 |
| 父 Alchimist 1930  | 父の母Aversion 1914 | Antwort            | Alveole               |                       |
| 母 Bramouse        | 母の父Cappiello     | Apelle             | Sardanapale           | Sardanapale           |
| 母 Bramouse        | 母の父Cappiello     | Apelle             | Angelina              |                       |
| 母 Bramouse        | 母の父Cappiello     | Kopje              | Spion Kop             | Spion Kop             |
| 母 Bramouse        | 母の父Cappiello     | Kopje              | Dutch Mary            |                       |
| 母 Bramouse        | 母の母Peregrine     | Phalaris           | Polymelus             | Polymelus             |
| 母 Bramouse        | 母の母Peregrine     | Phalaris           | Bromus                |                       |
| 母 Bramouse        | 母の母Peregrine     | Clotho             | Sunstar               | Sunstar               |
| 母 Bramouse        | 母の母Peregrine     | Clotho             | Jenny Melton          |                       |